# Kaypro 4
Kaypro 4 је био преносиви рачунар фирме Kaypro који је почео да се производи у Сједињеним Америчким Државама од 1984. године.
Користио је Z80A као микропроцесор. RAM меморија рачунара је имала капацитет од 64 KB. 
Као оперативни систем кориштен је CP/M 2.2.

## Детаљни подаци
Детаљнији подаци о рачунару Kaypro 4 су дати у табели испод.
|                       |                                                        |
| [ 1 ]                 |                                                        |
| Произвођач            |                                                        |
| Тип                   | преносиви рачунар                                      |
| Меморија              | 64 KB                                                  |
| Поријекло             | Сједињене Америчке Државе                              |
| Година                | 1984                                                   |
| Тастатура             | тастатура са пуним помаком тастера са тастерима смјера |
| Процесор              |                                                        |
| Фреквенција процесора | 4                                                      |
| RAM                   | 64 KB                                                  |
| ROM                   | 2 KB                                                   |
| Текст                 | 80 знакова x 25 линија                                 |
| Графика               | виртуелна 160 x 100 преко графичких знакова            |
| Боја                  | уграђени 9-инчни монохроматски монитор                 |
| Звук                  | нема звука                                             |
| Димензије             | 46 (ширина) x 41,5 (дубина) x 21,5 (висина) / 15 kg    |
| Портови               |                                                        |
| Оперативни систем     |                                                        |